# Isela inquilina
Espèce
Synonymes
- Kilifia inquilina Baert & Murphy, 1987

Isela inquilina est une espèce d'araignées aranéomorphes de la famille des Mysmenidae.

## Distribution
Cette espèce est endémique du Kenya. Elle se rencontre vers Kilifi.

## Description
Le mâle holotype mesure 1,70 mm, les mâles mesurent de 1,70 à 1,83 mm et les femelles de 2,00 à 2,22 mm.

## Systématique et taxinomie
Cette espèce a été décrite sous le protonyme Kilifia inquilina par Baert et Murphy en 1987. Le nom Kilifia Baert & Murphy, 1987 étant préoccupé par Kilifia De Lotto, 1965, il est remplacé par Kilifina par Baert et Murphy en 1992. Elle est placée dans le genre Isela par Lopardo et Hormiga en 2015

## Publication originale
- Baert & Murphy, 1987 : « Kilifia inquilina, a new mysmenid spider from Kenya (Araneae, Mysmenidae). » Bulletin of the British Arachnological Society, vol. 7, p. 194-196.